# Od zmierzchu do świtu 2
Od zmierzchu do świtu 2 (ang. From Dusk Till Dawn 2: Texas Blood Money) – amerykański horror z 1999 roku w reżyserii Scotta Spiegela. Sequel filmu Od zmierzchu do świtu.

## Opis fabuły
Uciekający z więzienia bandyta Luther, pada ofiara wampira. Przemieniony dociera do baru, gdzie jego dawni kompani planują skok na bank. Luther dołącza do grupy, która nie jest świadoma tego, że ich nowy wspólnik jest wampirem. Wkrótce włamują się do banku. Nie mogąc powstrzymać żądzy krwi, Luther atakuje i przemienia w wampiry kolegów. Kiedy na miejsce przybywa policja rozpoczyna się krwawa rzeź.

## Obsada
- Robert Patrick – Buck
- Bo Hopkins – szeryf Otis Lawson
- Duane Whitaker – Luther
- Muse Watson – C.W.
- Brett Harrelson – Ray Bob
- Raymond Cruz – Jesus
- Danny Trejo – Razor Eddie
- James Parks – Edgar McGraw